# DIANA mit Menthol
DIANA mit Menthol ist ein ehemaliges österreichisches Unternehmen, das 1897 gegründet wurde. Das bekannteste Produkt ist DIANA Franzbranntwein. Seit 2014 gehört die Marke dem österreichischen Unternehmen UNIPACK.

## Geschichte

### Anfang in Ungarn
Die Ursprünge der Marke DIANA liegen in der Zeit der K.u.k.-Monarchie auf dem Gebiet des heutigen Ungarn. Am Karoly-Körut (Karlsring) in Budapest befand sich die Diana-Apotheke. Nach Beendigung seines Studiums im Jahre 1893 und einer kurzen Zwischenstation in der „Apotheke der göttlichen Vorsehung“ in Szabadszállás, wo er von Alexander Ristics auch das Personalrecht übertragen bekam, mietete 1896 der Apotheker Béla Erényi die Diana-Apotheke in Budapest von József Fónagy.

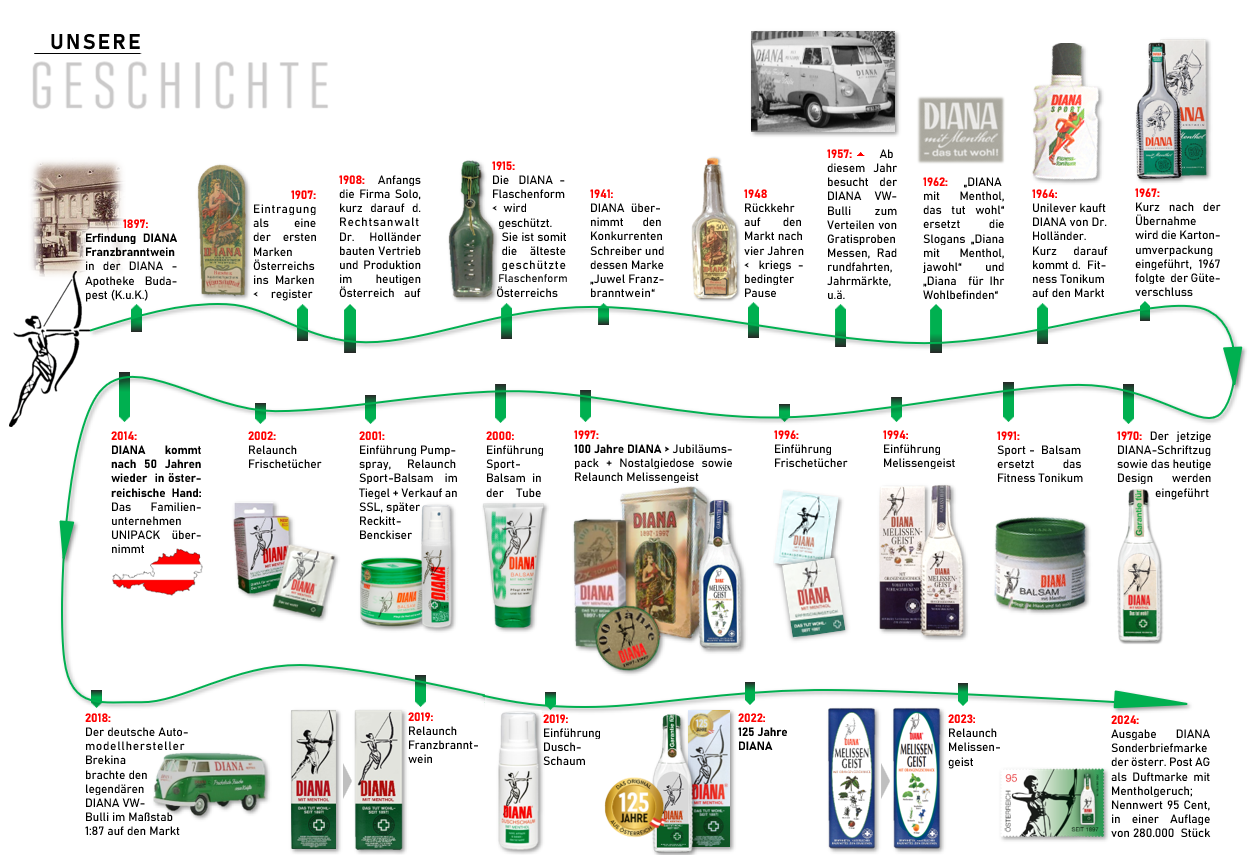
DIANA-Geschichte

Bereits 1897 entwickelte er den DIANA-Franzbranntwein, benannt nach eben jener Apotheke, die er schließlich im Jahre 1904 übernahm. Er führte dafür 65 Anwendungsgebiete auf. Schon bald entwickelte er eine Reihe weiterer pharmazeutischer, kosmetischer und chemischer Produkte unter dem Markennamen DIANA, wie etwa die DIANA Creme, eine DIANA Seife oder das DIANA Puder. Erényis Grundprinzip war, dass „ein guter Artikel so viel verkauft werden kann, wie es der Verkäufer möchte, wenn er ihn nur ausreichend bewirbt“. Deshalb investierte er nahezu seinen ganzen Gewinn in Werbung, veröffentlichte fast ganzseitige Bilder, um Aufmerksamkeit zu erregen, da diese nicht einfach überflogen werden können. Nach kurzer Zeit war der Name DIANA dadurch überregional ein Begriff.

### Ausdehnung nach Österreich
1907, zehn Jahre nach seiner Erfindung, begann man, den Vertrieb von DIANA Franzbranntwein auch auf das österreichische Gebiet der Monarchie auszudehnen. Als Erenyi sein Patent und die Produktionsrechte 1907 an die Budapesti Bank verpachtete, holte die Firma Solo DIANA nach Österreich, anfangs allerdings mit bescheidenem Erfolg, weshalb kurz darauf der Wiener Rechtsanwalt Dr. Desiderius Holländer gemeinsam mit August Wilhelm Kellmann die nicht ungarische Vertretung von DIANA (Prag, Triest und Österreich) übernahm. Ab 1916, nachdem er von seinem 1,5-jährigen Einsatz als Soldat in der K.u.K. Armee heimkehrte, war Holländer alleiniger Geschäftsführer. Als erster Schritt wurde ein neues Etikett für den österreichischen Markt kreiert und dies beim Patentamt geschützt. In der Anfangszeit wurde DIANA-Franzbranntwein nicht, wie damals üblich, offen verkauft, sondern in kleine Flaschen abgefüllt, versehen mit einem Etikett. Um sich noch deutlicher vom ungarischen Pendant abzuheben, beschloss Holländer, in Österreich auch eine eigene flache Flaschenform einzuführen. Anfangs war deren Glas noch grün gefärbt, bald ließ er sie allerdings mit transparentem Glas produzieren. Besagte Flaschenform ließ er 1915 schützen. Sie gilt somit als die älteste geschützte Flaschenform Österreichs. Nach dem Ende der Monarchie galten die Flaschen einige Jahre als ungeschützt, da das zuständige Ministerium die Ansicht vertrat, nur flächenmäßige Gestaltungen, nicht jedoch dreidimensionale Objekte seien schutzwürdig. Erst Ende 1930 wurde diese Rechtsmeinung revidiert.
Bereits von Beginn an ergänzte DIANA sein Marketing durch soziale Aktionen. Im August 1914 etwa spendete Holländer je 1000 Flaschen Franzbranntwein an das Kriegsministerium sowie an das Rote Kreuz. Noch vor dem Zweiten Weltkrieg erreichte DIANA einen Marktanteil von rund 60 Prozent.
Desiderius Holländer musste 1938 vor den Nationalsozialisten ins Ausland flüchten. Aus diesem Grund überschrieb er die Firma an seine Frau Margot. Im Jahr 1944 musste die Produktion kurzfristig eingestellt werden, aber bereits im Frühjahr 1948 kam DIANA vor allen Konkurrenten erneut auf den Markt, wieder unterstützt durch intensive Werbung. Auch Holländer kehrte nach dem Krieg nach Österreich zurück. Ab 1948 firmierte das Unternehmen unter Dr. Holländer & Söhne, ab 1949 dann unter Dr. Holländer & Co. Bereits Mitte der 1950er-Jahre konnte das Vorkriegsniveau erreicht und übertroffen werden. 
1962 verstarb Desiderius Holländer. Danach entschied sein Sohn, Johann Holländer, die Firma zu verkaufen. DIANA sollte an Unilever verkauft werden, welche um 1960 etwa 2200 Mitarbeiter hatte. 1964 wurde DIANA von Unilever übernommen und in Simmering angesiedelt. Bis dahin fand sich das Unternehmen in der Engerthstraße 169 in Wien. Während der sogenannten Wirtschaftswunderjahre konzentrierte die österreichische Unilever die Hygieneartikelproduktion in Wien-Simmering. Somit fanden sich dort die Waschmittelproduktion mit Marken wie Cif, Vim, Flipp, Omo, Coral oder Sunlicht, hervorgegangen aus der Ersten österreichischen Seifensieder-Gewerks-Gesellschaft „Apollo“ mbH und Lever & Co., wie auch die Kosmetikproduktion von Marken wie Lux, Rexona, Gloria, Mentadent oder eben DIANA, ursprünglich Wiener Parfümerie GesmbH Elida.
Kurz nach der Übernahme durch UNILEVER wurde die bis heute verwendete Kartonumverpackung als Flaschenschutz eingeführt. 1967 wurde der ebenfalls noch heute in Verwendung stehende Güteverschluss in Form von Selbstklebeetiketten eingeführt.
Im Jahr 2001 trennte sich UNILEVER von DIANA und verkaufte die Marke an SSL International. 2011 wurde SSL von Reckitt-Benckiser übernommen. 50 Jahre nachdem DIANA 1964 vom österreichischen Familienbetrieb Dr. Holländer in die Hände eines globalen Konzerns wanderte, kam die Marke 2014 wieder in die Hand eines österreichischen Familienbetriebes zurück: Die Firma UNIPACK aus Wiener Neustadt übernahm die Marke von Reckitt-Benckiser.
Am 18. September 2024 brachte die Österreichische Post eine DIANA mit Menthol-Sonderbriefmarke in einer Auflagenhöhe von 280.000 Stück zu einem Nennwert von 0,95 Euro heraus. Die Briefmarke war als Duftmarke konzipiert, welche nach Rubbeln einen Mentholgeruch freigab.

## Produkte
- Franzbranntwein
- Sportbalsam
- Duschschaum
- Frischetücher
- Melissengeist[9]

## Auszeichnungen
DIANA-Produkte sind seit 1979 mit dem Austria Gütezeichen zertifiziert.